# Psathyropus biseriata
Psathyropus biseriata is een hooiwagen uit de familie Sclerosomatidae.